# Lysiane Rey
Pour les articles homonymes, voir Rey.
Jacqueline Andrée Albertine Louise Leharanger dite Lysiane Rey, est une actrice française née à Amiens (Somme) le 13 novembre 1922 et décédée à Maisons-Laffitte (Yvelines) le 1er octobre 1975.

## Biographie
Lysiane Rey débute à l'ABC en avril 1939 dans le spectacle La Revue déchainée avec Marie Dubas et Duvallès. C'est dans ce music-hall qu'elle rencontre Albert Préjean, qu'elle épousera en 1943 et dont elle aura l'année suivante un fils, l'acteur Patrick Préjean.
Elle se remariera en 1953 avec l'acteur et chanteur Luc Barney. De cette union, naîtra en 1958 son second fils Luc Van Hecke.

## Filmographie

### Cinéma
- 1941 : L'Étrange Suzy, de Pierre-Jean Ducis
- 1941 : Une femme dans la nuit, de Edmond T. Gréville
- 1941 : Six petites filles en blanc, de Yvan Noé
- 1943 : Après l'orage, de Pierre-Jean Ducis
- 1943 : Les Ailes blanches, de Robert Péguy
- 1943 : Le Secret du Florida, de Jacques Houssin
- 1946 : Les Trois Cousines, de Jacques Daniel-Norman
- 1950 : Mademoiselle Josette, ma femme d'André Berthomieu
- 1950 : L'Homme de joie, de Gilles Grangier
- 1950 : Le Roi des camelots, d'André Berthomieu
- 1951 : Dupont Barbès, de Henri Lepage
- 1951 : Duel à Dakar, de Claude Orval et Georges Combret
- 1952 : Rires de Paris, de Henri Lepage
- 1952 : Mon curé chez les riches, de Henri Diamant-Berger
- 1952 : Minuit quai de Bercy, de Christian Stengel
- 1954 : À toi de jouer Callaghan, de Willy Rozier
- 1957 : Élisa, de Roger Richebé
- 1959 : Vers l'extase, de René Wheeler
- 1965 : Quand passent les faisans, d'Édouard Molinaro

### Télévision
- 1960 : Liberty Bar, téléfilm de Jean-Marie Coldefy
- 1967 : Vidocq (série tv) - épisode : La princesse russe

## Théâtre
- 1961 : Liliom de Ferenc Molnár, mise en scène Jean-Pierre Grenier, Théâtre de l'Ambigu
- 1966 : Une Femme qui ne Cache Rien, mise en scène de Robert Manuel, Théâtre des Variétés